# Nokere Koerse 1971
La Nokere Koerse 1971, ventiseiesima edizione della corsa, si svolse il 16 marzo per un percorso con partenza ed arrivo a Nokere. Fu vinta dal belga Herman Van Springel della squadra Molteni davanti ai connazionali Eric Leman e Maurice Eyers.

## Ordine d'arrivo (Top 10)
| Pos. | Corridore           | Squadra       | Tempo    |
| ---- | ------------------- | ------------- | -------- |
| 1    | Herman Van Springel | Molteni       | 3h36'00" |
| 2    | Eric Leman          | Flandria-Mars | a 30"    |
| 3    | Maurice Eyers       | Watney-Avia   | a 40"    |
| 4    | Roger Rosiers       | Bic           | a 45"    |
| 5    | Fons De Bal         | Watney-Avia   | a 55"    |
| 6    | Englebert Opdebeeck | Watney-Avia   | s.t.     |
| 7    | Hubert Hutsebaut    | Goldor        | s.t.     |
| 8    | Ronny Vanmarcke     | Flandria-Mars | s.t.     |
| 9    | Emiel Lambrecht     | Siriki-Munck  | s.t.     |
| 10   | Harrie van Leeuwen  | Flandria-Mars | s.t.     |